# Stübach

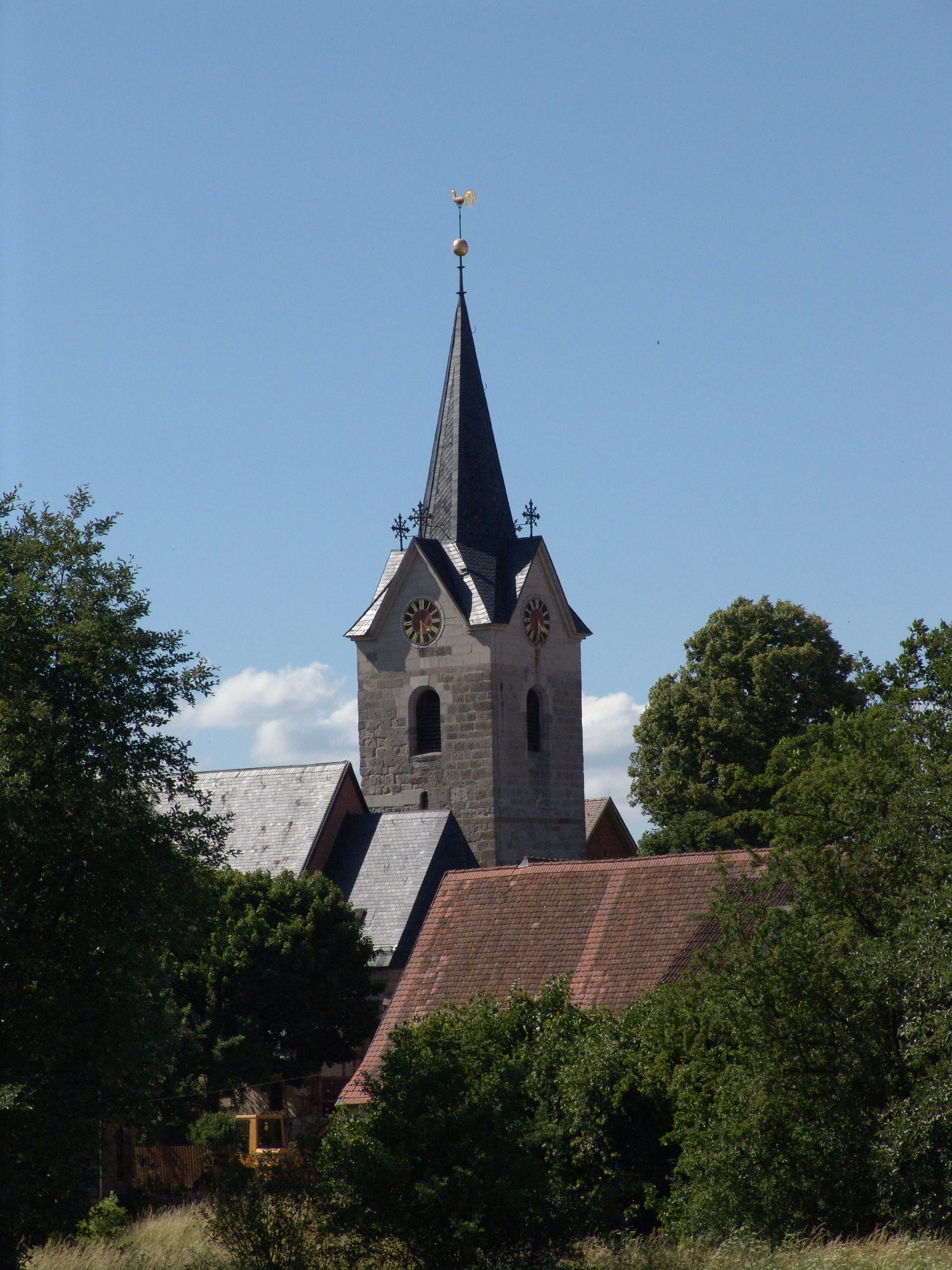
St. Bartholomäus

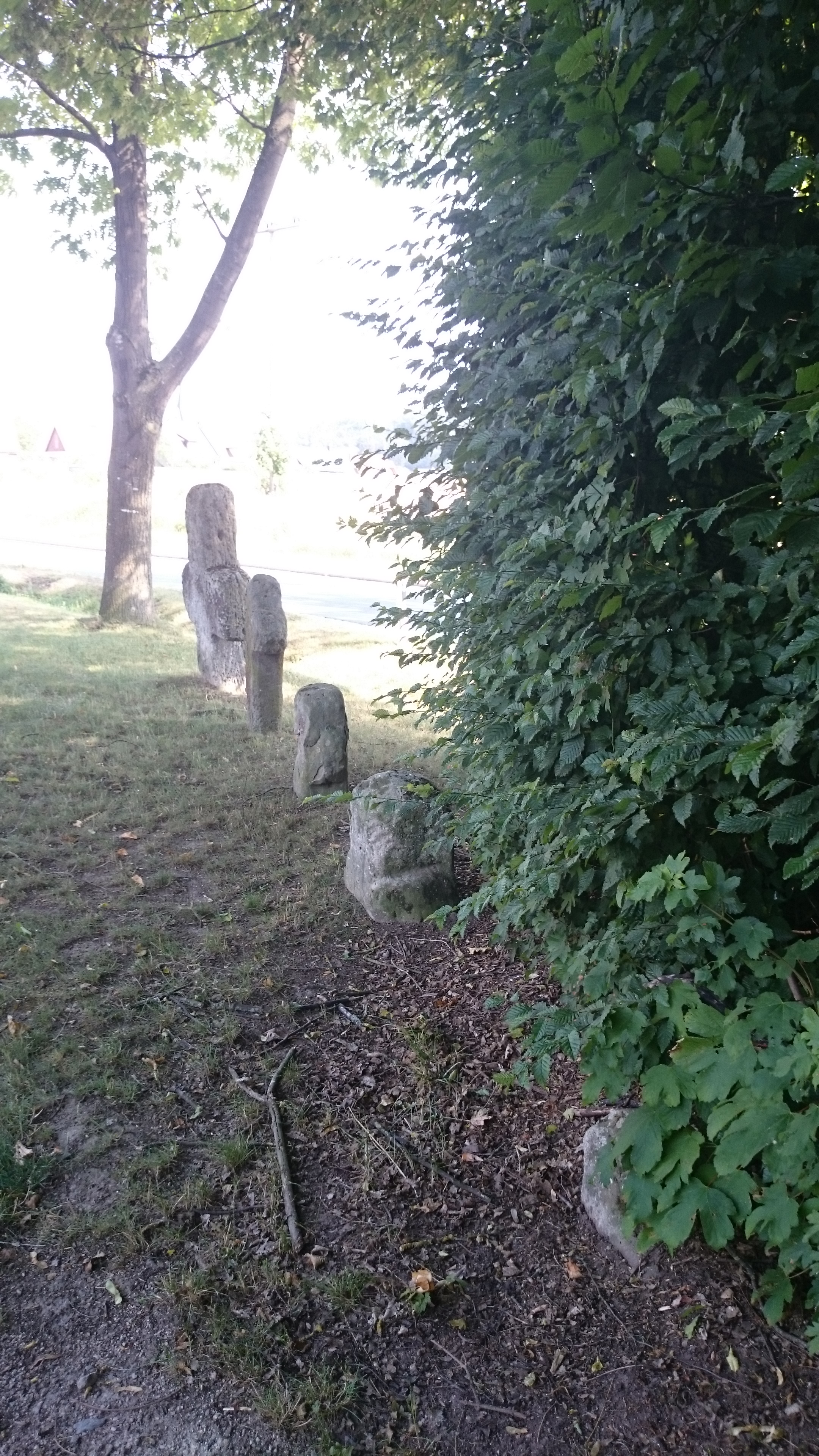
Fünf Steinkreuze

Stübach ist ein Gemeindeteil der Gemeinde Diespeck im Landkreis Neustadt an der Aisch-Bad Windsheim (Mittelfranken, Bayern). Die Gemarkung Stübach hat eine Fläche von 7,916 km². Sie ist in 1064 Flurstücke aufgeteilt, die eine durchschnittliche Fläche von 7439,45 m² haben. In ihr liegen neben dem namensgebenden Ort die Gemeindeteile Ehe und Hanbach.

## Geographie
Das Pfarrdorf liegt gegenüber dem Weiler Hanbach am Nordufer und linkem Talhang des unteren Ehebachs, eines linken und zugleich des größten Zuflusses der Aisch, auf Höhen von ca. 285–395 m ü. NHN. Der Altbach zweigt sich etwas oberhalb ab, er fließt an der Straßenbrücke der Kreisstraße NEA 15 wieder in den Mühlbach. Nordwestlich von Stübach liegt am Hang Dachsranken eine Feriensiedlung, nördlich erhebt sich der Bubenberg, im Nordosten liegt das Waldgebiet Bauernholz.
Die Kreisstraße NEA 15 führt entlang des Ehebachtales nach Baudenbach (4 km nordwestlich) bzw. über Hanbach und Ehe nach Diespeck zur Bundesstraße 470 (3 km östlich). Eine Gemeindeverbindungsstraße läuft über den linken Mündungssporn des Ehebachs nach Gutenstetten etwas abwärts im Aischtal zur Staatsstraße 2259 (3 km nordöstlich).

## Geschichte

### Mittelalter und Frühe Neuzeit
Der Ortsname Stübach (laut Beck von mittelhochdeutsch stubich, ‚Reisig‘) leitet sich vom gleichnamigen Gewässernamen (heute Ehebach bzw. „Große Ehe“ genannt) ab. Das Bestimmungswort des Gewässernamens leitet sich vielleicht vom mittelhochdeutschen Wort „stübbe“ ab, das Baumstumpf bedeutet. Das Grundwort ach bezeichnet ein Fließgewässer. Demnach handelte es sich um eine Siedlung, die durch Waldrodung (der dabei abgeholzte Buschwald wird als „Stübich“ bezeichnet) ermöglicht wurde, was für diese Gegend auf eine Gründung zwischen dem 10. und 12. Jahrhundert hinweist.
Die ältesten bekannten (um 1300 einzigen) Besitzer des Dorfes Stübach waren die Ritter von Abenberg, welche als Grundherren (bis 1462) vom Würzburger Bischof, dem ersten bekannten für Stübach zuständigen Landesherrn (als Rechtsnachfolger der deutschen Könige im Reichsgut des Rangaus und Steigerwaldes gemäß den Schenkungen von Otto III. und Heinrich II.) belehnt wurden. Im 14. Jahrhundert hatten dann auch die Herren von Hohenlohe im Ort viele Besitzungen. Zu dieser Zeit wird auch die Bartholomäuskirche erstmals erwähnt. Es gab in Stübach ursprünglich auch zwei (abenbergische) Schlösser, die aber zugrunde gegangen sind (Das Hauptschloss war 1462 zerstört und den Herren von Crailsheim übergeben worden; das andere Schloss der Abenberger am Südende des Dorfes, wozu der „Ungerhof“ als Wirtschaftshof gehörte, wurde 1525 von den Bauern verbrannt). Im Jahr 1528 wurde die Reformation in Stübach durchgeführt. Die im 14. Jahrhundert erbaute Kirche mit dem Patrozinium Johannes wurde jedoch erst 1616 dem Dekanat Neustadt zugewiesen. Stübach wurde von den albrechtschen Fehden (Erster Markgrafenkrieg und Zweiter Markgrafenkrieg), vom Bauernkrieg (1525) und dem Dreißigjährigen Krieg (1618/48) wie auch von Pestepidemien (mit 101 Toten) hart getroffen. Die von 1643 bis 1651 unbesetzte Pfarrei wurde in dieser Zeit seelsorgerisch durch Veit vom Berg (1612–1675) versorgt. Neu belebt wurde Stübach 1656 durch Zuwanderer aus Oberösterreich, die ihre Heimat wegen ihres religiösen Bekenntnisses verlassen mussten. Im alten Friedhof wurde 1685 ein (1882 nochmals erweitertes) Schul- und Mesnerhaus erbaut.
Weitere mit Besitz in Stübach belehnte Grundherren waren die Grafen von Castell und die Ritter von Lauffenholz, deren Lehen nach deren Aussterben 1568 an den Markgrafen zurückfielen. Über einen großen Flurzehnt verfügte das Kartäuserkloster „Engelmesse“ (Kloster Engelgarten) von Würzburg. Weitere Besitzer adeliger Güter waren die Stiebar (1572) und die von Lentersheim (1598). Der Lentersheimer Besitz ging über Umwege im 18. Jahrhundert an die Freiherren von Künsberg-Thurnau.

### Neuzeit
Die kirchenseparatistische Bewegung war zu Beginn des 18. Jahrhunderts mit mehreren Anhängern, die das Risiko der Landesverweisung eingingen, auch in Stübach vertreten, deren Anhänger sich zeitweise der separatistischen Gemeinde von Gutenstetten anschlossen. In Wort und Schrift theologisch aktiv war die auch zuvor in Burgbernheim schon streitbar gewesene Pfarrersfrau Ruckteschel, die als Witwe in Stübach starb, aber kein kirchliches Begräbnis erhielt.
Gegen Ende des 18. Jahrhunderts bildete Stübach mit Hanbach eine Realgemeinde und war auch mit Hambühl eng verbunden. In Stübach gab es 55 Anwesen. Das Hochgericht übte das brandenburg-bayreuthische Stadtvogteiamt Neustadt an der Aisch aus. Die Dorf- und Gemeindeherrschaft hatte das brandenburg-bayreuthische Kastenamt Neustadt an der Aisch. Grundherren waren das Kastenamt Neustadt (29 Anwesen: 1 Mühle, 5 Huben, 8 Halbhuben, 3 Viertelhuben, 8 Häckersgüter, 2 Sölden, 2 Tropfhäuser), das Spital Neustadt an der Aisch (1 Haus), die Frühmesse Herzogenaurach (2 Güter), das Rittergut Obersteinbach (2 Güter), das Rittergut Stübach der Herren von Maiern (1 Gütlein, 5 Häuser) und das Rittergut Stübach der Herren von Crailsheim (15 Anwesen: 2 Gütlein, 5 Häckersgütlein, 8 Tropfhäuser). Neben den Anwesen gab es noch die Kirche und das Pfarrhaus. Das Rittergut Stübach gehörte zu dieser Zeit den Freiherren von Crailsheim und war dem Ritterkanton Altmühl steuerbar. Es wurde vom Rittergut Fröhstockheim verwaltet. Neben den 6 Anwesen in Stübach war es noch Grundherr über 1 Anwesen in Frankenfeld. Der crailsheimische Besitz wurde von einer Familie von Megern übernommen (1834 eine von drei adeligen Grundherrschaften im Dorf).
Von 1797 bis 1810 unterstand der Ort dem Justizamt Dachsbach und Kammeramt Neustadt. 1810 kam Stübach an das Königreich Bayern. Im Rahmen des Gemeindeedikts wurde Stübach 1811 dem Steuerdistrikt Baudenbach zugeordnet. 1813 entstand die Ruralgemeinde Stübach, zu der Ehe und Hanbach gehörten. Sie war in Verwaltung und Gerichtsbarkeit dem Landgericht Neustadt an der Aisch zugeordnet und in der Finanzverwaltung dem Rentamt Neustadt an der Aisch (1919 in Finanzamt Neustadt an der Aisch umbenannt, seit 1972 Finanzamt Uffenheim). 12 Anwesen unterstanden in der freiwilligen Gerichtsbarkeit bis 1848 dem Patrimonialgericht Obersteinbach, 15 Anwesen dem Patrimonialgericht Stübach. Ab 1862 gehörte Stübach zum Bezirksamt Neustadt an der Aisch (1939 in Landkreis Neustadt an der Aisch umbenannt). Die Gerichtsbarkeit blieb beim Landgericht Neustadt an der Aisch (1879 in das Amtsgericht Neustadt an der Aisch umgewandelt). Die Gemeinde hatte 1964 eine Gebietsfläche von 7,898 km².
Ein wohl im bundesständischen Krieg von 1553 versteckter Schatz, bestehend aus zwischen 1515 und 1531 geprägten Gold- und Silbermünzen wurde am 26. Juli 1876 bei Bauarbeiten am Haus eines Valentin Schneider gefunden.
Im Jahr 1891 entstand in Stübach die erste Raiffeisenfiliale im Bezirk Neustadt. Ein ehemals (schon im 15. Jahrhundert) vorhandener Weinbau (im Bubenberg, Neuberg und Weidengarten) und auch der spätere Hopfenbau erloschen später wieder.
Am 1. Juli 1972 wurde Stübach im Zuge der Gebietsreform in Bayern nach Diespeck eingegliedert.

### Baudenkmäler
In Stübach gibt es sechs Baudenkmäler:
- Hauptstr. 5: Hopfenscheune
- Hauptstr. 8: Pfarrhaus mit Hofmauer und Waschhaus
- Kirchgasse 9: Wohnhaus
- Kirchgasse 11: Evangelisch-lutherische Pfarrkirche St. Bartholomäus, Reste der Kirchhofmauer, Steinkreuz
- Kirchgasse 13: Ehemaliges Schulhaus
- Nest von fünf Steinkreuzen

### Bodendenkmäler
- Mittelalterliche und frühneuzeitliche Befunde bei der Kirche und beim Wasserschloss[29]

### Einwohnerentwicklung
Gemeinde Stübach
| Jahr      | 1818   | 1840   | 1852   | 1855   | 1861   | 1867   | 1871   | 1875   | 1880   | 1885   | 1890   | 1895   | 1900   | 1905   | 1910   | 1919   | 1925   | 1933   | 1939   | 1946   | 1950   | 1952   | 1961   | 1970   |
| Einwohner | 495    | 637    | 623    | 635    | 682    | 682    | 670    | 684    | 681    | 658    | 603    | 585    | 572    | 586    | 537    | 509    | 512    | 512    | 489    | 659    | 648    | 599    | 513    | 556    |
| Häuser    | 85     | 130    |        |        |        |        | 112    |        |        | 115    | 112    |        | 114    |        |        |        | 103    |        |        |        | 104    |        | 110    |        |
| Quelle    | [ 31 ] | [ 32 ] | [ 33 ] | [ 33 ] | [ 34 ] | [ 35 ] | [ 36 ] | [ 37 ] | [ 38 ] | [ 39 ] | [ 40 ] | [ 33 ] | [ 41 ] | [ 33 ] | [ 42 ] | [ 33 ] | [ 43 ] | [ 33 ] | [ 33 ] | [ 33 ] | [ 44 ] | [ 33 ] | [ 23 ] | [ 45 ] |

Ort Stübach
| Jahr      | 001818 | 001840 | 001861 | 001871 | 001885 | 001900 | 001925 | 001950 | 001961 | 001970 | 001987 | 002014 |
| Einwohner | 406    | 541    | 580    | 579    | 561    | 499    | 422    | 529    | 436    | 455    | *471   | 376    |
| Häuser    | 70     | 109    |        |        | 99     | 98     | 88     | 89     | 93     |        | *138   |        |
| Quelle    | [ 31 ] | [ 32 ] | [ 34 ] | [ 36 ] | [ 39 ] | [ 41 ] | [ 43 ] | [ 44 ] | [ 23 ] | [ 45 ] | [ 46 ] | [ 1 ]  |

## Religion
Der Ort ist seit der Reformation evangelisch-lutherisch geprägt und Sitz der Pfarrei St. Bartholomäus. Die Einwohner römisch-katholischer Konfession sind nach St. Johannis Enthauptung (Neustadt an der Aisch) gepfarrt.